# Joseph David-Jones
Joseph David-Jones (Los Angeles, 22 december 1993) is een Amerikaanse acteur. Hij kreeg bekendheid door zijn rol in de tv-serie Arrow.

## Biografie
Joseph David-Jones werd opgevoed in Florence, Kentucky. Hij verdiende een volledig beurs aan de universiteit van Kentucky en behaalde een bachelordiploma in mechanica. Hij deed ook mee in de internationale Model en Talent-competitie in New York. Hij won de prijs van "Actor van het jaar". Drie dagen later keerde hij terug naar huis en begon zijn acteercarrière.
In 2016 speelde hij in de film Allegiant. Hij speelde ook de rol van John Diggle Jr. in de tv-serie DC's Legends of Tomorrow. Zijn bekendste rol was die van Connor Hawk, een van de hoofdpersonages in seizoen 8 van de serie Arrow.

## Filmografie

### Film
- Barely Legal (2011)
- Blackbird (2011)
- Fallback (2012)
- 5th Street (2011)
- 3 Minutes (2014)
- The Divergent Series: Allegiant (2016)
- Detroit (2017)
- Roman J. Israel, Esq. (2017)

### Shows
- America's Most Wanted: America Fights Back (2011)
- Intelligence (2011)
- Hysteria (2014)
- DC's Legends of Tomorrow (2016)
- Nashville (2017-2018)
- Medal of Honor (2018)
- Arrow (2019-2020)